# Aspyr Media

Attuale logo della società (dal 2019).

Aspyr Media, Inc. (əsˈpaɪər) è una società con sede ad Austin (in Texas), specializzata nell'effettuare il porting di videogiochi per Windows e Mac OS. La società iniziò ad operare nel 1996 e nel 2003 aveva in mano più del 60% del mercato dei videogiochi per Macintosh. La società ha collaborato con società come Universal, Paramount, Warner Bros., LucasArts, Electronic Arts, Activision ed Eidos per la conversione di videogiochi come Harry Potter, The Sims, The Sims 2 e The Sims Life Stories, Madden NFL Football, Star Wars, Tony Hawk, Battlefield 1942, Command & Conquer: Generals, Command & Conquer: Generals - Zero Hour, Doom 3, Call of Duty, Call of Duty 2, Quake 4 e Tomb Raider.
Negli ultimi anni la società ha effettuato il porting di videogiochi da console alla piattaforma Windows e Game Boy Advance, esempio sono i videogiochi Stubbs the Zombie in "Rebel Without a Pulse", per Mac, Windows e Xbox. Aspyr inoltre ha prodotto e distribuito diversi documentari e ha sviluppato la versione per Pocket PC di Call of Duty 2 che per la tipologia di gioco non è un vero porting ma un prodotto nuovo.

## Videogiochi Aspyr
| Videogioco                                   | Data pubblicazione | Piattaforme | Genere                              |
| -------------------------------------------- | ------------------ | --- | ----------------------------------- |
| Call of Duty 2                               | 2005               | Microsoft Windows, Xbox 360, Mac OS X, Pocket PC, Telefono cellulare                                                             | Sparatutto in prima persona         |
| Call of Duty: United Offensive               | 2004               | Windows, Mac OS X | Sparatutto in prima persona         |
| City Life                                    | 2006               | Microsoft Windows | Gestionale                          |
| Civilization III                             | 2001               | Microsoft Windows, Mac OS X | Strategia a turni                   |
| Civilization IV                              | 2005               | Microsoft Windows, Mac OS X | Strategia a turni                   |
| Civilization IV: Warlords                    | 2006               | Microsoft Windows, Mac OS X | Strategia a turni                   |
| Command & Conquer: Generals                  | 2003               | Microsoft Windows, Mac OS X | Strategia in tempo reale            |
| Command & Conquer: Generals - Zero Hour      | 2003               | Microsoft Windows, Mac OS X | Strategia in tempo reale            |
| Company of Heroes                            | 2006               | Mac OS X | Strategia in tempo reale            |
| CSI: Crime Scene Investigation               | 2003               | Microsoft Windows, Mac OS X, Xbox                                                                                                | Azione, Avventura                   |
| Doom 3                                       | 2004               | Microsoft Windows, Linux, Xbox, Mac OS X, Playstation 3, Xbox 360                                                                | Sparatutto in prima persona         |
| Guitar Hero III: Legends of Rock             | 2007               | Playstation 2, PlayStation 3, Xbox 360, Wii, Microsoft Windows, Mac OS X                                                         | Musicale                            |
| Guitar Hero World Tour                       | 2008               | Playstation 2, PlayStation 3, Xbox 360, Wii, Microsoft Windows, Mac OS X                                                         | Musicale                            |
| Harry Potter e la pietra filosofale          | 2001               | Playstation, PlayStation 2, Windows, Game Boy Color, Mac OS, Game Boy Advance, Xbox, GameCube                                    | Avventura dinamica                  |
| Neverwinter Nights 2                         | 2006               | Microsoft Windows, Mac OS X | Videogioco di ruolo                 |
| Neverwinter Nights 2: Mask of the Betrayer   | 2007               | Microsoft Windows, Mac OS X | Videogioco di ruolo                 |
| RollerCoaster Tycoon 3                       | 2004               | Windows, Mac OS X | Gestionale                          |
| Spider-Man 2                                 | 2004               | GameCube, Xbox, Microsoft Windows, PlayStation 2, PlayStation Portable, Game Boy Advance, Nintendo DS, N-Gage, Mac OS X          | Azione                              |
| The Sims 2                                   | 2004               | Mac OS X, Microsoft Windows, Xbox, PlayStation Portable, PlayStation 2, Nintendo DS, Game Boy Advance                            | Simulatore di vita                  |
| The Sims 2: FreeTime                         | 2008               | Mac OS X, Microsoft Windows | Simulatore di vita                  |
| The Sims 2: Funky Business                   | 2006               | Mac OS X, Windows | Simulatore di vita                  |
| The Sims 2: Live with Friends                | 2008               | Microsoft Windows | Simulatore di vita                  |
| The Sims 2: Nightlife                        | 2005               | Mac OS X, Windows | Simulatore di vita                  |
| The Sims 2: Pets                             | 2006               | Game Boy Advance, GameCube, Nintendo DS, PlayStation 2, PlayStation Portable, Windows, Mac OS X, Wii                             | Simulatore di vita                  |
| The Sims 2: Seasons                          | 2007               | Mac OS X, Windows | Simulatore di vita                  |
| The Sims 2: University                       | 2005               | Windows, Mac OS X | Simulatore di vita                  |
| The Sims 2: World Adventure                  | 2007               | Mac OS X, Windows | Simulatore di vita                  |
| The Sims 3: Ambitions                        | 2010               | Microsoft Windows, Mac OS X | Simulatore di vita                  |
| The Sims 3: Late Night                       | 2010               | Microsoft Windows, Mac OS X | Simulatore di vita                  |
| The Sims 3: World Adventures                 | 2009               | Microsoft Windows, macOS, iOS, Telefono cellulare                                                                                | Simulatore di vita                  |
| The Sims Castaway Stories                    | 2008               | Mac OS X, Microsoft Windows | Simulatore di vita, God game        |
| The Sims Life Stories                        | 2007               | Mac OS X, Microsoft Windows | Simulatore di vita, God game        |
| The Sims Pet Stories                         | 2007               | Mac OS X, Microsoft Windows | Simulatore di vita                  |
| Tony Hawk's American Wasteland               |                    | Playstation 2, Xbox, Xbox 360, Nintendo GameCube, Microsoft Windows                                                              | Skateboard                          |
| Tony Hawk's Pro Skater 2                     | 2000               | Xbox, GameCube, Microsoft Windows, Game Boy Advance, Game Boy Color, Nintendo 64, PlayStation, Mac OS, Windows Mobile, Dreamcast | Skateboard                          |
| Turok                                        | 2008               | PlayStation 3, Xbox 360, Microsoft Windows                                                                                       | Azione, Sparatutto in prima persona |
| MythForce                                    | 2023               | PlayStation 5, Xbox Series, PlayStation 4, Xbox One, Switch,PC                                                                   |                                     |
| Star Wars: Bounty Hunter                     | 2024               | PlayStation 5, Xbox Series, PlayStation 4, Xbox One, Switch,PC                                                                   |                                     |
| Legacy of Kain: Soul Reaver 1 & 2 Remastered | 2024               | PlayStation 5, Xbox Series, PlayStation 4, Xbox One, Switch,PC                                                                   | Azione                              |